# Bryhnia polyclada
Bryhnia polyclada är en bladmossart som beskrevs av Thériot 1932. Bryhnia polyclada ingår i släktet Bryhnia och familjen Brachytheciaceae. Inga underarter finns listade i Catalogue of Life.